# آن کوریو
آن کوریو (انگلیسی: Ann Corio؛ ‏ ۲۹ نوامبر ۱۹۰۹ – ۱ مارس ۱۹۹۹) بازیگر و استریپر بورلسک اهل ایالات متحده آمریکا بود.
وی به‌دلیل چهرهٔ زیبا و اندام متناسبش، از سنین جوانی یک شوگرل و هنرمند رقص برهنه شد. پس از آنکه شهردار نیویورک فییورلو اچ. لاگواردیا کاباره‌های بورلسک این شهر را تعطیل کرد، آن کوریو به
لس آنجلس نقل مکان نمود و مابین سال‌های ۱۹۴۱ تا ۱۹۴۴ در تعدادی فیلم درجه ب در سینمای آمریکا نقش‌آفرینی‌نمود.
از فیلم‌هایی که وی در آن‌ها نقش داشته‌است، می‌توان به دلبر افسونگر جنگل و آوای جنگل اشاره نمود.